# Paianía
Paianía är en kommunhuvudort i Grekland.   Den ligger i prefekturen Nomarchía Anatolikís Attikís och regionen Attika, i den sydöstra delen av landet, 12 km öster om huvudstaden Aten. Paianía ligger 183 meter över havet och antalet invånare är 14 595.
Terrängen runt Paianía är kuperad västerut, men österut är den platt. Terrängen runt Paianía sluttar österut.Runt Paianía är det ganska tätbefolkat, med 222 invånare per kvadratkilometer. Närmaste större samhälle är Aten, 12,4 km väster om Paianía. Trakten runt Paianía består till största delen av jordbruksmark.